# Svea Milton
Svea Hedvig Gerda Milton-Folcker, född Milton 15 oktober 1917 i Ringarums församling, död 2006, var en svensk målare. 
Hon var dotter till direktören Ernst Milton och Gerda Gustafsson och från 1946 gift med Göran Folcker. Milton studerade för Otte Skölds och Grünewalds målarskolor i Stockholm samt under studieresor till Danmark och Frankrike. Hon debuterade i en samlingsutställning på Galerie Blanche i Stockholm 1948 och medverkade därefter årligen i olika samlingsutställningar. Separat ställde hon ut på Gummesons konsthall och i Stadshusets konstsalong i Norrköping. Tillsammans med sin man målade hon idylliska småstadsmotiv från Vaxholm och vardagsscener ut det egna familjelivet. Milton är representerad vid 
Moderna museet i Stockholm och med en oljemålning vid Solhems Folkskola i Stockholm.